# Joseph Rock
Joseph Francis Charles Rock, geboren als Joseph Franz Karl Rock (Wenen, 13 januari 1884 – Honolulu, 5 september 1962) was een Amerikaanse antropoloog, botanicus, filmer, fotograaf, linguïst, ontdekkingsreiziger en auteur van Oostenrijkse komaf.

## Levensloop
Hij bracht zijn jeugd door in Wenen. Toen hij zestien was, had hij zichzelf meerdere talen aangeleerd, waaronder Mandarijn en Arabisch. Op zijn achttiende verliet hij Wenen en kreeg hij een betrekking op een boot die naar de Verenigde Staten voer. In 1905 arriveerde hij in de Verenigde Staten. In 1907 werd bij hem tuberculose vastgesteld, waarna hem werd geadviseerd naar een land met een droog klimaat te verhuizen. In plaats daarvan reisde hij naar Hawaï waar hij interesse kreeg in plantkunde. Hij ontwikkelde zich tot een expert in de Hawaïaanse flora. In 1908 gaf hij zijn baan als leraar op en werd hij botanisch verzamelaar voor de afdeling bosbouw van de Territory of Hawaii.
In 1911 werd hij botanicus aan College of Hawaii (in 1920 omgedoopt in Universiteit van Hawaï), waar hij de leiding kreeg over het herbarium. In 1913 werd hij genaturaliseerd tot Amerikaan. In 1919 werd hij officieel benoemd tot hoogleraar in de systematische botanie.
In 1920 werd hij in opdracht van Office of Foreign Seed and Plant Introduction, Bureau of Plant Industry en United States Department of Agriculture naar Birma, Indochina en Thailand gestuurd om te zoeken naar zaden van planten uit het geslacht Hydnocarpus. Deze zaden werden in die tijd toegepast als een geneesmiddel tegen lepra. In 1922 kwam hij aan in Likiang, Yunnan, China. In 1923 werd de National Geographic Society de financier van zijn expeditie. Van 1924 tot 1927 leidde hij namens de Harvard-universiteit een expeditie door West-China en Tibet om planten en dieren te verzamelen voor Arnold Arboretum en Museum of Comparative Zoology, instellingen die verbonden zijn aan de Harvard University. Na afloop van deze expeditie keerde hij tijdelijk terug naar de Verenigde Staten om uit te rusten. Van 1927 tot 1930 leidde hij namens het Museum of Comparative Zoology een expeditie naar China.
In 1935 werd hij vanwege conflicten tussen Chinese nationalisten en communisten gedwongen om zijn boekenverzameling te verhuizen naar Kunming. In 1938 werd hij door Japanse bombardementen op Kunming gedwongen om zijn boekenverzameling te verhuizen naar Indochina. In 1940 leidde hij namens National Museum of Natural History een expeditie naar Annam en Cambodja. In 1941 vernietigden Japanse bombardementen de proefdrukken van zijn uit vier delen bestaande werk in een printer in Shanghai. In 1944 vluchtte hij per vliegtuig naar de Verenigde Staten, terwijl veertien jaar werk verloren ging op zee door Japanse bombardementen op het schip dat zijn werk vervoerde. Van 1945 tot 1950 was hij wetenschappelijk onderzoeker namens Harvard-Yenching Institute, waarvoor hij eind 1946 terugkeerde naar China. In 1949 werd hij door bendes die Likiang bedreigden, gedwongen terug te keren naar Hawaï. Van 1955 tot 1957 hield hij zich weer bezig met botanisch veldwerk in Hawaï. Van 1957 tot zijn dood in 1962 was hij hoogleraar in Oriëntale studies aan University of Hawaii.
Hij ontwikkelde zijn foto’s zelf in het gebied waar hij deze gemaakt had en illustreerde hier zijn artikels mee. Bekend is zijn serie van negen artikels in National Geographic Magazine met daarin door hemzelf gemaakt foto’s. Ook hield hij zich bezig met de studie van de Naxi, een etnische groep die in China aan de uitlopers van de Himalaya woont. Hij vertaalde zeer veel literatuur van de Naxi, waarbij hij werd geholpen door Naxi-priesters. Dit werk publiceerde hij namens Harvard-Yenching Institute.
Zijn expedities resulteerden in het in de Verenigde Staten in cultuur brengen van coniferen, rododendrons (493 soorten) en soorten uit de geslachten Potentilla en Primula. Ook introduceerde hij kastanjes die resistent waren tegen de schimmel Cryphonectria parasitica, die de in Amerika inheemse Castanea dentata aantastten. Hij zorgde voor aanvullingen van de collecties van het National Museum of Natural History, Arnold Arboretum en Museum of Comparative Zoology. Na zijn terugkeer in Hawaï in de jaren vijftig van de 20e eeuw kwam hij erachter dat soorten die hij eerder had beschreven, volledig waren verdwenen. Hieronder waren soorten uit het geslacht Hibiscadelphus, een geslacht dat door hem voor het eerst werd beschreven.
Voor botanische namen die hij heeft gepubliceerd, wordt de standaardafkorting Rock gebruikt. Er zijn een aantal planten naar hem vernoemd, waaronder Paeonia rockii.

## Werken (keuze)
- The Ancient Nakhi Kingdom of Southwest China, Cambridge, Mass. 1948.
- A Nakhi-English encyclopedic dictionary. I.M.E.O. Rome. 1963.
- Lamas, Princes, and Brigands: Joseph Rock's Photographs of the Tibetan Borderlands of China, Joseph F. Rock, Michael Aris (Editor), China House Gallery, 1992, ISBN 0-295-97209-2